# 6201 Ichiroshimizu
6201 Ichiroshimizu eller 1993 HY är en asteroid i huvudbältet som upptäcktes den 16 april 1993 av de båda japanska astronomerna Kazuro Watanabe och Kin Endate vid Kitami-observatoriet. Den är uppkallad efter den japanska astronomen Ichiro Shimizu.
Den tillhör asteroidgruppen Astraea.